# Очаківський бій
Очаківський бій відбувся в липні 1497 року між литовсько-польськими силами та кримськотатарським військом.
Серед учасників походу та бою — воєвода Белзький Анджей Ніщицький. Похід відбувся в липні 1497 року, в ньому брали участь майбутні королі Польщі Олександр та Ян Ольбрахти. Були розгромлені сили кримського хана, полонений командуючий Менґлі-Ґерай.